# 伊克伊市镇
伊克伊市镇（俄语：Икейское муниципальное образование）是俄罗斯联邦伊尔库茨克州图伦区所属的一个市镇。其下辖有5个居民点，行政中心为伊克伊。据2016年统计，该市镇的人口为1411人。